# خانه کوزه‌کنانی (مشهد)
خانه کوزه کنانی مربوط به دوره قاجار است و در مشهد، خیابان شیرازی، کوچه چهار باغ، کوچه پنجه واقع شده و این اثر در تاریخ ۲۴ تیر ۱۳۸۲ با شمارهٔ ثبت ۹۲۵۲؛ به‌عنوان یکی از آثار ملی ایران به ثبت رسیده است.
این بنا به سال ۱۲۴۷ ش مطابق با ۱۲۸۸ ق در دوره قاجاریه ساخته شد و بیش از هزار متر مربع مساحت دارد. ورودی به خانه از طریق هشتی ورودی با بدنه آجری و پوشش کاربندی است. جبهه اصلی ساختمان در قسمت شمال و غرب شکل گرفته است. در طبقه اول این جبهه، قسمت شمالی، به صورت تراس و مهتابی درآمده که اتاق‌های کناری به آن گشوده می‌شود.
قسمت اصلی بنا که در جبهه شمالی است، دارای دو طبقه است. ورود به طبقه همکف، از وسط بنا صورت می‌گیرد که از آن وارد یک فضای مرکزی با کاربندی‌های رنگی (حوضخانه) می‌شویم که در دو طرف آن دو اتاق قرار گرفته است.
ارتباط با طبقه اول، از طریق سرسرا و یک پله تشریفاتی انجام می‌گیرد که سقف آن در بالای پاگرد، دارای یک کلاه فرنگی جهت نورگیری می‌باشد. قبل از ورود به راه پله، در دو سمت آستانه آن، از طریق دو راهرو در دو طرف، به فضاهایی با پوشش طاقی می‌رسیم که به صورت سردابه هستند.
در طبقه اول، دور تا دور راه پله، راهرویی قرار گرفته که اتاق‌های جانبی به آن گشوده می‌شود. یک اتاق بزرگ با پنجره‌های ارسی رنگی نیز در سمت جنوب طبقه اول واقع شده است. دو ایوان جلو آمده در طبقه اول رو به سمت حیاط قرار دارد، و ایوان اصلی بنا در سمت جنوب، از هشت ستون با سرستون‌های گچی تشکیل یافته است. تزیینات این بنا آجری است. از این خانه فعلاً به عنوان میراث فرهنگی استان و نیز موزه مشروطیت استفاده می‌شود.